# Marvin Mehlem
Marvin Mehlem, né le 11 septembre 1997 à Karlsruhe en Allemagne, est un footballeur allemand qui évolue au poste de milieu offensif à l'Arminia Bielefeld.

## Biographie

### Karlsruher SC
Natif de Karlsruhe en Allemagne, Marvin Mehlem est formé par le club de sa ville natale, le Karlsruher SC, qu'il rejoint en 2012. Il signe son premier contrat professionnel le 3 mars 2015. Mehlem fait sa première apparition en professionnel le 25 juillet 2015 contre Greuther Fürth, alors que son club évolue en deuxième division à ce moment-là. Mehlem entre en cours de partie et son équipe est battue sur la plus petite des marges (1-0). Pour sa première saison, il ne joue que trois matchs, et il faut attendre la suivante pour le voir davantage appelé avec l'équipe première.

### SV Darmstadt
En juillet 2017, Mehlem rejoint le SV Darmstadt 98 lors du mercato estival. Le 29 juillet 2017, il joue son premier match sous ses nouvelles couleurs face à Greuther Fürth, en championnat. Darmstadt s'impose 1-0 ce jour-là. Le 25 août suivant, il inscrit son premier but avec son nouveau club, en contribuant à la victoire de son équipe en championnat face au MSV Duisbourg (1-2).
Le 16 mars 2019, Mehlem signe un doublé en championnat face au Hambourg SV. Deux buts importants puisqu'ils permettent de revenir dans le match, puis de remporter la partie (2-3). Élément important de son équipe, Mehlem réalise une saison 2018-2019 convaincante, en inscrivant cinq buts et en délivrant quatre passes décisives en 2. Bundesliga.
Lors du mercato d'été 2019, alors qu'il est courtisé par plusieurs clubs, comme le VfB Stuttgart, Mehlem prolonge finalement son contrat avec Darmstadt jusqu'en juin 2022.
En mai 2021, Mehlem se blesse sérieusement au genou, ce qui nécessite une intervention chirurgicale et lui vaut d'être éloigné des terrains pour plusieurs mois,.

### En équipe nationale
Avec les moins de 16 ans, il est l'auteur d'un triplé contre la Roumanie en mai 2013. Les Allemands s'imposent sur le score fleuve de 10 buts à 1. Au total, Mehlem fait quatre apparitions avec cette sélection, toutes en 2013, et marque trois buts.
Avec les moins de 17 ans, il inscrit un but lors d'un match amical contre Israël en septembre 2013 (victoire 3-0). Il délivre également une passe décisive lors d'une rencontre amicale face à l'Espagne en novembre 2013 (match nul 1-1).
Marvin Mehlem est ensuite sélectionné à plusieurs reprises avec l'équipe d'Allemagne des moins de 19 ans. Le 6 octobre 2015, il inscrit un but lors d'un match amical contre les États-Unis. Il délivre également à cette occasion, deux passes décisives. Les Allemands s'imposent sur le score fleuve de 8 buts à 1. Par la suite, le 29 mars 2016, il inscrit un but contre la Corée du Sud (victoire 1-0). Il dispute ensuite le championnat d'Europe des moins de 19 ans 2016 organisé dans son pays natal. Lors de cette compétition, il joue trois matchs. Il se met en évidence en inscrivant un but lors du dernier match disputé face aux Pays-Bas le 21 juillet (match nul 3-3, puis victoire des Allemands après une longue séance de tirs au but). Les Allemands se classent cinquième du tournoi.

## Statistiques
| Saison                | Club                  | Championnat           | Championnat | Championnat | Coupe(s) nationale(s) | Coupe(s) nationale(s) | Compétition(s) continentale(s) | Compétition(s) continentale(s) | Compétition(s) continentale(s) | Total | Total |
| Saison                | Club                  | Division              | M.          | B.          | M.                    | B.                    | Comp.                          | M.                             | B.                             | M.    | B.    |
| 2015-2016             | Karlsruher SC         | 2.Bundesliga          | 3           | 0           | -                     | -                     | -                              | -                              | -                              | 3     | 0     |
| 2016-2017             | Karlsruher SC         | 2.Bundesliga          | 12          | 0           | -                     | -                     | -                              | -                              | -                              | 12    | 0     |
| Sous-total            | Sous-total            | Sous-total            | 15          | 0           | 0                     | 0                     | -                              | 0                              | 0                              | 15    | 0     |
| 2017-2018             | SV Darmstadt 98       | 2.Bundesliga          | 21          | 2           | -                     | -                     | -                              | -                              | -                              | 21    | 2     |
| 2018-2019             | SV Darmstadt 98       | 2.Bundesliga          | 30          | 5           | 1                     | 0                     | -                              | -                              | -                              | 31    | 5     |
| 2019-2020             | SV Darmstadt 98       | 2.Bundesliga          | 26          | 1           | 2                     | 1                     | -                              | -                              | -                              | 28    | 2     |
| 2020-2021             | SV Darmstadt 98       | 2.Bundesliga          | 32          | 5           | 3                     | 1                     | -                              | -                              | -                              | 35    | 6     |
| 2021-2022             | SV Darmstadt 98       | 2.Bundesliga          | 20          | 0           | -                     | -                     | -                              | -                              | -                              | 20    | 0     |
| 2022-2023             | SV Darmstadt 98       | 2.Bundesliga          | 33          | 3           | 2                     | 0                     | -                              | -                              | -                              | 35    | 3     |
| 2023-2024             | SV Darmstadt 98       | Bundesliga            | 13          | 3           | 1                     | 0                     | -                              | -                              | -                              | 14    | 3     |
| Sous-total            | Sous-total            | Sous-total            | 177         | 19          | 9                     | 2                     | -                              | 0                              | 0                              | 186   | 21    |
| Total sur la carrière | Total sur la carrière | Total sur la carrière | 192         | 19          | 9                     | 2                     | -                              | 0                              | 0                              | 201   | 21    |